# Наїнь
Наїнь 納音 nàyīn  — кореляційна система у китайській натурофілософії, яка поєднує метафізичну систему П'яти фаз із тональною системою Люй-люй.
Систему згадано у трактаті «Ґуйґу-цзи». Її докладний опис маємо у трактаті Ваня Мін'їна 萬民英 (дин. Мін) «Сань мін тун хуей» zh:三命通會.